# Паоло Маккіаріні
Паоло Маккіаріні (італ. Paolo Macchiarini, нар. 22 серпня 1958, Базель, Швейцарія) — хірург, що займався регенеративною медициною; його пацієнти отримували важкі ускладнення та помирали, проте він публікував хибні відомості про їхній стан.
Обіймав посаду професора регенеративної хірургії в Каролінському інституті (Швеція). Звинувачення на його адресу з'явилися ще наприкінці 2014 року. У січні 2016 року його звинуватили творці документального фільму «Експеримент» у проведенні експериментальних операцій без достатньої наукової бази, що призвело до смерті чи тяжких ускладнень у пацієнтів. У березні 2016 року звільнений з Каролінського інституту за вчинення дій, несумісних з роботою у цій науковій установі. Згодом почав працювати у Росії.
Детальний опис послідовності подій навколо Маккіаріні опубліковано на офіційному сайті Каролінського інституту шведською й англійською мовами.

## Біографія до скандалу
2008 року професор Маккіаріні, який керував міжнародною групою вчених, провів в Університетській клініці Барселони операцію з пересадки пацієнтці трахеї, вирощеної з її власних стовбурових клітин на знелуженому донорському каркасі в біореакторі. У жовтні 2009 року було проведено іншу унікальну операцію — цього разу орган був сформований усередині тіла пацієнта без використання біореактора.
У грудні 2010 року Паоло Маккіаріні разом із російськими трансплантологами з РНЦХ імені Петровського провів першу в Росії трансплантацію трахеї за своєю методикою 25-річній пацієнтці, яка постраждала внаслідок аварії. Тоді використовувався знелужений донорський каркас, однак передбачалося, що в трансплантаціях, які планувалося надалі провести в рамках гранту Уряду РФ, будуть використані вдосконалені штучні каркаси нанокомпозитів. У липні 2018 року пацієнтка померла. Це трапилося через місяць після повторної пересадки трахеї у клініці Першого МДМУ імені Сєченова в Москві.
У червні 2011 року Маккіаріні у співпраці з професором Александром Сайфаліаном з Університетського коледжу Лондона провів першу операцію з трансплантації людського органу, повністю вирощеного в лабораторії. 36-річному африканському студенту, який жив в Ісландії, пересадили трахею, яку біотехнологам вдалося сформувати також на основі його власних стовбурових клітин, але на штучному каркасі. У жовтні 2011 року в Каролінському університеті була зроблена друга подібна трансплантація — пацієнтові зі США.
З 2011 року був провідним науковцем проєкту «Дослідження молекулярних механізмів і нових підходів у галузі регенеративної медицини для створення тканин дихальних шляхів і легені». 2011 року, спільно з Кубанським державним медичним університетом та Володимиром Порхановим отримав грант уряду Російської Федерації на дослідження в галузі регенеративної хірургії трахеї та легені.

## Розслідування діяльності Маккіаріні у Швеції
Наприкінці 2014 року медики з Каролінського інституту звинуватили Маккіаріні в тому, що він прикрасив свої досягнення, описані ним у семи наукових статтях (шість статей описували пересадку штучних органів людям, одна стаття — пересадку штучного стравоходу щурам; шестеро з восьми пацієнтів, яким Маккіаріні провів трансплантацію штучної трахеї, померли). На цій підставі щодо Маккіаріні розпочали наукове розслідування. Опубліковані у травні 2015 року результати незалежної експертизи, яку провів головний хірург Уппсальського університету Бенгт Гердін, підтвердили, що Маккіаріні сфальсифікував результати своїх досліджень та здійснив наукове шахрайство. Проте віцеканцлер Каролінського інституту Андерс Гамстен у серпні 2015 року виправдав Маккіаріні. Згідно з формулюванням Гамстена, роботи Маккіаріні «не відповідають високим стандартам якості цього університету», але наукового шахрайства в них не знайдено. У лютому 2016 року Андерс Гамстен пішов з посади віцеканцлера Каролінського інституту, визнавши у своєму листі, що був упереджений під час розслідування діяльності Маккіаріні влітку 2015 року, і що результати цього розслідування мають бути скориговані у бік визнання факту наукового шахрайства з боку Маккіаріні.
У січні 2015 року журналісти шведського телебачення розпочали розслідування історії пацієнтів професора Маккіаріні, які отримали біоінженерні трахеї. Розслідування тривало півтора року. «Ми методично розшукували пацієнтів, які отримали біоінженерні трахеї. Досі не знаємо, чи всіх знайшли, оскільки не існувало єдиного універсального списку», — стверджував один з авторів фільму Йоганнес Вальстрем. Документальний фільм із трьох частин із загальною назвою «Experimenten» (Експерименти) викликав скандал у медичних колах і громадськості. Під час розслідування, проведеного за сигналом лікарів Каролінської клініки (переважно доктора Гріннемо), було зроблено висновок, що операції Маккіаріні з пересадкою штучної трахеї, зробленої з пластику, не були експериментально перевірені, і тому не мали права проводитися на людях. Стверджується, що нібито докторська дисертація Маккіаріні містила підтасовані та неперевірені факти й обман. Маккіаріні виправдали у вересні 2015 року.
Проте, розслідування відновили у січні 2016 року та розширили з урахуванням нових фактів. Зокрема, встановлено, що Маккіаріні спотворив свою біографію, яка стала підставою для отримання позиції заїжджого професора в Каролінському університеті. 25 червня 2018 року Маккіаріні та деяких зі співавторів статей визнали винними в підтасовуванні даних. Частину статей відкликали.
Причиною скандалу, що вибухнув у всій Швеції та в усьому медичному світі, стали факти смертей пацієнтів, яким Маккіаріні імплантував штучні гортані, трахеї. Шість із восьми пацієнтів, яким хірург пересаджував трахеї, померли, зокрема Юлія Туулік із Росії. Двоє інших пацієнтів перебувають на тривалому лікуванні.
У документальному фільмі показані факти та відеозаписи, зроблені лікарями, які обстежили пацієнтів після операцій. На вебсайті каналу SVT 1 також викладено короткі відеоролики з документальними доказами важких ускладнень, виявлених у пацієнтів, яких оперував Маккіаріні. Водночас показано цитати зі статті Маккіаріні, опублікованої за рік після першої операції, де всі негативні ускладнення не згадуються. Відео показує, що Маккіаріні особисто був присутнім на одному з обстежень, яке не виявило у пацієнта утворення епітелію та кровоносних судин, описаних у статті, опублікованій Маккіаріні кількома місяцями пізніше, показані документи із висновками лікарів. Показано металеві сітки-стенти, введені пацієнту вже через 8 місяців після операції. Стаття в журналі «Ланцет» натомість пише про утворення «майже нормальної трахеї». Шведська королівська академія наук опублікувала в журналі «Ланцет» лист, де факти замовчування негативних наслідків, зокрема смерті пацієнта, доводяться до читачів.
Як стверджують родичі першого загиблого пацієнта, Маккіаріні переконав його погодитись на операцію, посилаючись на успішні результати експериментів на свинях. Насправді таких експериментів не проводилося. Канал SVT 1 опублікував також інтерв'ю з пацієнткою, яка в останній момент уникнула операції з пересадки синтетичної трахеї у 2011 році. За її твердженнями та її лікаря, Маккіаріні стверджував, що без операції вона проживе не більше року. На час інтерв'ю пацієнтка прожила вже 5 років.
4 лютого 2016 року Каролінський інститут оголосив, що трудовий контракт з Маккіаріні не буде продовжений після його закінчення 30 листопада 2016 року у зв'язку з втратою адміністрацією довіри до нього. Як причина даного рішення в заяві інституту наводиться публікація в журналі «Vanity Fair» від 5 січня 2016 року, в якій йдеться про те, що Маккіаріні вказав хибні відомості в резюме про попередні місця своєї роботи та про свої звання в закордонних наукових установах. Прессекретар Каролінського інституту Клаєс Кейсу сказав, що показаний на шведському телебаченні SVT документальний фільм «Експеримент», завдав шкоди репутації Каролінського інституту в очах наукової спільноти та широкого загалу. У листі до редакції журналу «Science» Клаєс Кейсу заявив, що Маккіаріні зловживав репутацією Каролінського інституту під час своєї роботи в Краснодарі. Дослідницьку групу Маккіаріні в Каролінському інституті буде розформовано за рішенням керівництва цієї установи. Після публікації в журналі «Vanity Fair» від 5 січня 2016 року безліч медичних працівників, політиків, журналістів, правоохоронців у США, Швеції й Італії почали з'ясовувати, як Маккіаріні міг бути допущений до проведення таких відповідальних операцій у США та Європі, і чи були скоєні кримінальні злочини під час їхнього проведення.
Спільна заява пресслужб НДІ-ККЛ № 1 і КубДМУ стверджує, що інформація, викладена в Шведській передачі, тенденційна і спотворює дійсність. Факти спотворення біографії в офіційних документах, замовчування негативних наслідків та навіть смертей пацієнтів у цій заяві не коментуються. Офіційний сайт Мегагранта станом на 23 лютого 2016 року, як і раніше, повідомляє про успішні операції, замовчуючи факти ускладнень і смертей пацієнтів.
Віцеканцлер Каролінського інституту Андерс Гамстен, який пішов у відставку, сказав, що фільм «Експеримент» і викликана ним увага журналістів до цієї проблеми допомогли отримати нову інформацію щодо зловживань Маккіаріні. Проте медики, які у 2014 році викрили Маккіаріні у науковому шахрайстві, повідомили, що ще тоді надали Гамстену всю необхідну інформацію, яка свідчила про несумлінність Маккіаріні. Шведська королівська академія наук 11 лютого 2016 року заявила, що ведення наукового розслідування у справі про наукове шахрайство Маккіаріні має бути передано з Каролінського інституту до Центрального науково-етичного наглядового комітету Швеції для забезпечення неупередженості цього розслідування.
Генеральний секретар Нобелівської асамблеї та член Нобелівського комітету з фізіології та медицини в Каролінському інституті Урбан Лендал на початку лютого 2016 року пішов у відставку, щоб не наражати на ризик репутацію цих органів, оскільки входив до групи професорів Каролінського інституту, які 2010 року дали рекомендацію для його прийому на роботу до цього інституту.
22 березня 2016 року Маккіаріні звільнили з Каролінського інституту за вчинення дій, несумісних з роботою в цій науковій установі. Свою провину не визнав і пообіцяв оскаржити це рішення.
У червні 2016 року щодо Маккіаріні розпочали кримінальне розслідування з перспективою пред'явлення звинувачення у ненавмисному вбивстві двох пацієнтів. 12 жовтня 2017 року прокуратура Швеції оприлюднила результати попереднього розслідування смерті трьох пацієнтів Паоло Маккіаріні, які в Каролінській клініці отримали пластикові трахеї у 2011—2013 роках. Звинувачення зняли. 11 грудня 2018 року попереднє розслідування наново відкрили. 29 вересня 2020 року генеральний прокурор Швеції звинуватив Маккіаріні у фізичному насильстві з обтяжливими обставинами. На початку 2020-х шведський суд засудив хірурга до двох з половиною років позбавлення волі, визнавши його провину в одному з епізодів.

## Особисте життя
1986 року одружився з італійкою Емануелою Печчіа; у подружжя двоє спільних дітей, дівчинка та хлопчик. Він також має доньку від Ани Паули Бернардес, з якою познайомився 2010 року, коли оперував її сина Даніла, який помер незабаром після операції. Ці стосунки закінчилися 2016 року, коли Бернардес дізналася про звʼязок Маккіаріні з продюсеркою NBC News Бенітою Александер.
З 49-річною тележурналісткою Бенітою Александер Маккіаріні познайомився 2013 року під час її роботи над фільмом про наукові успіхи Маккіаріні, який був знятий у позитивному ключі. Однак пізніше Александер визнала факт порушення журналісткою етики, оскільки в процесі знімання у неї зав'язався бурхливий роман з Маккіаріні. Фільм отримав номінацію на престижну нагороду «Еммі». Маккіаріні справив на неї сильне враження, оскільки стверджував, що товаришує з Бараком Обамою, Біллом Клінтоном і Гілларі Клінтон, і що він є особистим лікарем папи римського і належить до таємного клубу ВІП хірургів, які оперують президентів, пап й інших видатних політичних діячів. За словами Александер, на Різдво 2013 року Маккіаріні зробив їй пропозицію руки і серця. Пара призначила весілля на липень 2015 року, при цьому Маккіаріні пообіцяв своїй нареченій, що їх повінчає папа римський, а серед гостей будуть президенти Володимир Путін, Барак Обама зі своєю дружиною, Білл і Гілларі Клінтони, а також експрезидент Франції Ніколя Саркозі. Однак вона запідозрила неладне і найняла приватного детектива, щоб він дізнався подробиці життя її нареченого. Незабаром детектив повідомив їй, що Маккіаріні є небагатим, живе у Барселоні, і одружений вже протягом 30 років. Після цього Александер розірвала стосунки з Маккіаріні. У лютому 2018 року відбулася прем'єра документального фільму Беніти Александер про Паоло Маккіаріні «He lied about everything».

## У популярній культурі
31 жовтня 2016 року про Маккіаріні зняли мінісеріал BBC Four Storyville «Фатальні експерименти: Крах суперхірурга».
У 2023 році на платформі «Netflix» вийшов документальний серіал-розслідування «Поганий хірург», який детально описує діяльність Паоло Маккіаріні.

## Вибіркові наукові праці
- Macchiarini, P., Fontanini, G., Squartini, F., Angeletti, C. A., & Hardin, M. J. (1992). Relation of neovascularisation to metastasis of non-small-cell lung cancer. The Lancet, 340(8812), 145—146. doi: 10.1016/0140-6736(92)93217-B
- Macchiarini P, Dartevelle P. (1994). Tracheal Transplantation: Will New Advances in Surgical Techniques Unlock The Door? Acta Biomedica. 65; 51-58. PMID 7717036
- Macchiarini, P., Jungebluth, P., Go, T., Asnaghi, M. A., Rees, L. E., Cogan, T. A., … & Dickinson, S. C. (2008). Clinical transplantation of a tissue-engineered airway. The Lancet, 372(9655), 2023—2030. doi: 10.1016/S0140-6736(08)61598-6 — відкликана
- Birchall, M., & Macchiarini, P. (2008). Airway transplantation: a debate worth having?. Transplantation, 85(8), 1075—1080. doi: 10.1097/TP.0b013e31816a10e4
- Go, T., Jungebluth, P., Baiguero, S., Asnaghi, A., Martorell, J., Ostertag, H., … & Macchiarini, P. (2010). Both epithelial cells and mesenchymal stem cell-derived chondrocytes contribute to the survival of tissue-engineered airway transplants in pigs. The Journal of thoracic and cardiovascular surgery, 139(2), 437—443. doi: 10.1016/j.jtcvs.2009.10.002
- Jungebluth, P., Luedde, M., Ferrer, E., Luedde, T., Vucur, M., Peinado, V. I., … & Haag, J. (2011). Mesenchymal stem cells restore lung function by recruiting resident and nonresident proteins. Cell transplantation, 20(10), 1561—1574. doi: 10.3727/096368910X557254
- Jungebluth, P., Alici, E., Baiguera, S., Blomberg, P., Bozóky, B., Crowley, C., … & Hermanson, O. (2011). Tracheobronchial transplantation with a stem-cell-seeded bioartificial nanocomposite: a proof-of-concept study. The Lancet, 378(9808), 1997—2004. doi: 10.1016/S0140-6736(11)61715-7 — відкликана.
- Fishman, J. M., De Coppi, P., Elliott, M. J., Atala, A., Birchall, M. A., & Macchiarini, P. (2011). Airway tissue engineering. Expert opinion on biological therapy, 11(12), 1623—1635. doi:10.1517/14712598.2011.623696
- Badylak, S. F., Weiss, D. J., Caplan, A., & Macchiarini, P. (2012). Engineered whole organs and complex tissues. The Lancet, 379(9819), 943—952. doi:10.1016/S0140-6736(12)60073-7 — відкликана.
- Jungebluth, P., & Macchiarini, P. (2014). Airway transplantation. Thoracic surgery clinics, 24(1), 97-106. doi:10.1016/j.thorsurg.2013.09.005 — відкликана.
- Taylor, D. A., Caplan, A. L., & Macchiarini, P. (2014). Ethics of bioengineering organs and tissues. Expert opinion on biological therapy, 14(7), 879. doi: 10.1517/14712598.2014.915308
- Sebastian Sjöqvist, Paolo Macchiarini, et al, Experimental orthotopic transplantation of a tissue-engineered oesophagus in rats, Nature Communications 8, 15077 (2017) — відкликана.